# Asthena hamadryas
Asthena hamadryas là một loài bướm đêm trong họ Geometridae.